# 빈 지하철

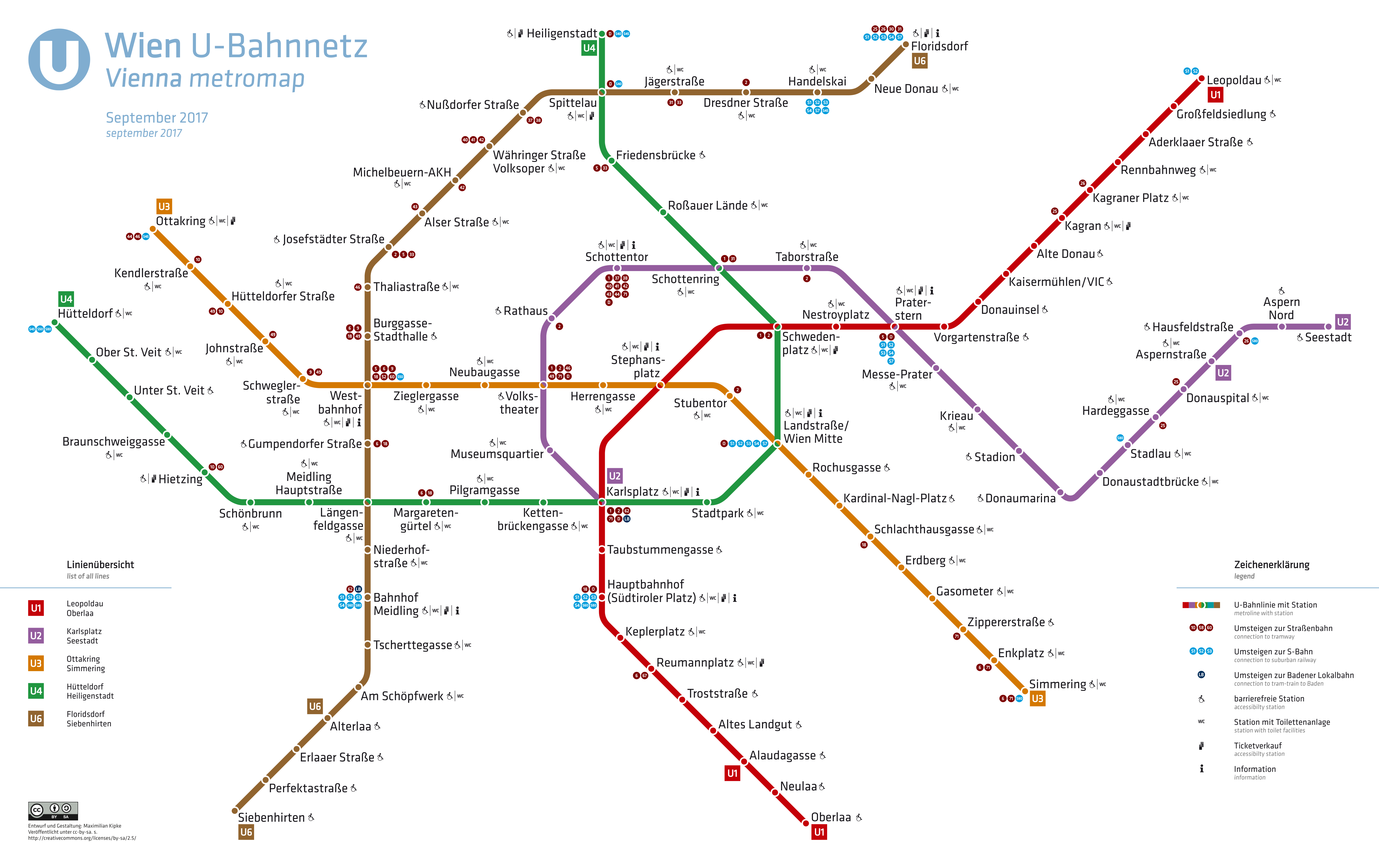
빈엔나 지하철지도

빈 지하철(독일어: U-Bahn Wien)은 오스트리아의 수도 빈을 주행하는 지하철이다. 5개 노선망은 83.1km(51.6마일)의 경로로 구성되어 있으며 109개의 역을 서비스한다. 2019년에는 4억 5980만명의 승객이 빈 지하철을 이용했다.
현대의 빈 지하철은 1976년 5월 8일에 시작된 시험 운영 이후 1978년 2월 25일에 개통되었다. U4와 U6으로 지정된 두 노선의 일부는 슈타트반(Stadtbahn, "도시 철도") 시스템으로 거슬러 올라간다. U2 및 U6 노선의 일부는 이전 트램 노선을 수용하기 위해 건설된 지하철 터널로 시작되었다. U1과 U3만이 완전히 새로운 지하철 노선으로 건설되었다.
노선은 숫자와 접두사 "U"(U-Bahn의 경우)로 지정되며 역 표지판 및 관련 문헌에서 색상으로 식별된다. 다섯 노선이 있다. (U1, U2, U3, U4 및 U6) 1960년대 후반부터 U5 노선에 대한 수많은 제안이 있었지만 이 모든 프로젝트는 2014년 초 새로운 U5 건설이 발표될 때까지 보류되었다. 역은 종종 거리, 공공 장소 또는 지역의 이름을 따서 명명되며, 일부 특별한 경우에는 역이나 그 근처의 눈에 띄는 건물 뒤에 있다. 그러나 위너 리니엔(Wiener Linien)의 정책에 따르면 역 이름을 건물 이름으로 짓는 것을 선호하지 않는다.
네트워크 티켓팅은 트램 및 버스를 포함한 비엔나의 다른 대중 교통 수단과 함께 VOR(Verkehrsverbund Ost-Region)에 통합되어 있다. 지역 티켓은 S반 교외 철도 서비스 및 기타 열차 서비스에 유효하지만 이는 국영 철도 운영사인 ÖBB에서 운영한다. 비엔나 공항 노선이나 도시 공항 열차 급행 열차에서 운행하는 버스 서비스에는 티켓이 유효하지 않다.

## 같이 보기
- 지하철 목록